# Трухильо Ларгача, Хулиан
Хулиа́н Трухи́льо Ларга́ча (исп. Julián Trujillo Largacha; 28 января 1828 — 18 июля 1883) — колумбийский военный и политик, президент Соединённых Штатов Колумбии.

## Биография
Родился в 1828 году в Попаяне. Хотя получил юридическое образование, сделал военную карьеру. Воевал против диктатуры Мело и против правительства Оспины. В Соединённых штатах Колумбии примкнул к Либеральной партии, занимал различные государственные посты. Когда в 1876 году в стране разразилась очередная гражданская война, то Трухильо оказался одним из наиболее успешных командиров правительственных войск, и поэтому на выборах 1880 года одержал победу несмотря на критику со стороны лидера Либеральной партии экс-президента Мануэля Мурильо.
Опасения Мурильо были связаны с тем, что Трухильо поддерживал генерал Рафаэль Нуньес из Консервативной партии. И действительно, президентство Трухильо стало прологом к возвращению к власти колумбийских консерваторов.